# Collineair
Drie punten zijn collineair, als ze op één lijn liggen.
Collineariteit van punten is het duale begrip van concurrentie van lijnen.

## Voorbeeld
In de volgende figuur staan zes genummerde punten:
De punten {\displaystyle a_{1}}, {\displaystyle a_{2}} en {\displaystyle a_{3}} en ook de punten {\displaystyle b_{1}}, {\displaystyle b_{2}} en {\displaystyle b_{3}} liggen op één lijn. Er is in de figuur geen andere combinatie van drie genummerde punten mogelijk, die op één lijn liggen. De drie punten, die niet zijn genummerd, liggen overigens volgens de stelling van Pappos op één lijn.

## Karakterisering met coördinaten
Drie punten {\displaystyle (x_{1},y_{1})}, {\displaystyle (x_{2},y_{2})} en {\displaystyle (x_{3},y_{3})} liggen in een tweedimensionaal cartesisch coördinatenstelsel op één lijn, zijn collineair, dan en slechts dan als
{\displaystyle \left|{\begin{array}{ccc}x_{1}&y_{1}&1\\x_{2}&y_{2}&1\\x_{3}&y_{3}&1\end{array}}\right|=0}